# Hathalompuszta
Hathalompuszta (korábban Hathalom) elpusztult, majd újratelepült középkori falu Veszprém vármegyében. 1857-ben két másik faluval együtt Gic része lett, 1931-ben pedig Bakonytamásihoz csatolták.
Nevezetes lakói Jókay Károly és Jókay-Ihász Lajos.